# Gandersheimer Streit
Der Gandersheimer Streit war ein Streit um die Jurisdiktion über das Kanonissenstift Gandersheim zwischen dem Erzbistum Mainz und dem Bistum Hildesheim. Er dauerte von 987 bis 1030 und umfasste die Regentschaftszeiten der Ottonen Otto III. und Heinrich II. sowie des Saliers Konrad II.

## Vorgeschichte

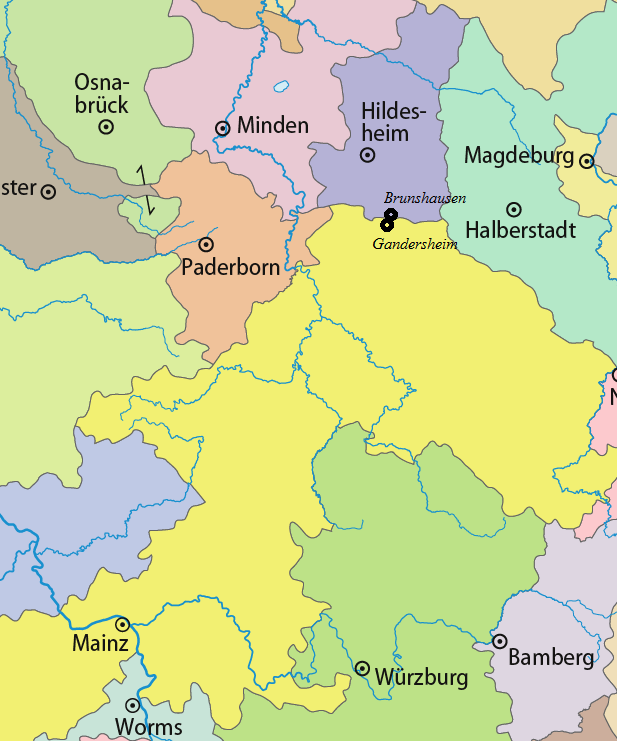
Bistum Hildesheim (violett) und Erzbistum Mainz (gelb): kirchliche Jurisdiktionsbereiche von der Gründung bis zur Neuumschreibung 1821/1824 mit Eintragung von Brunshausen und Gandersheim

Zum ersten Ausbruch eines Streits um das Kanonissenstift Gandersheim kam es bereits 987. Die ältere Schwester des jungen Königs Otto III., Sophia, wurde bereits 979 zu ihrer Erziehung ins Kanonissenstift Gandersheim gegeben. 987 sollte sie zur Kanonisse eingekleidet werden. Da Sophia sich ihres Ranges durchaus bewusst war, bestand sie darauf, dass sie nicht vom örtlichen Bischof Osdag von Hildesheim, sondern vom Mainzer Erzbischof Willigis eingekleidet wurde. Erzbischof Willigis von Mainz nutzte den Moment, indem er gleichzeitig alte Ansprüche auf das Gebiet, wo das Stift erbaut wurde, geltend machen wollte. Das 852 im zu Hildesheim gehörenden Brunshausen gegründete Kloster wurde 856 nach Gandersheim verlegt, womit man die Diözesangrenze zwischen Mainz und Hildesheim überschritt. Die bischöflichen Handlungen verübten aber weiterhin die Bischöfe von Hildesheim, die Mainzer Erzbischöfe hatten dies nie anerkannt. Auf Bitten der Mutter des Königs, Kaiserin Theophanu, wurde Sophia in einer feierlichen Zeremonie von beiden Bischöfen eingekleidet.
Unter Osdags Nachfolger Gerdag von Hildesheim kam es zu keiner Neuaufnahme des Streits. 993 folgte Bernward von Hildesheim auf den Bischofsstuhl. Dieser war bereits Hauslehrer und Vertrauter des jungen Königs Otto III. gewesen. Das Verhältnis zwischen Willigis von Mainz und Bernward von Hildesheim war zunächst sehr gut. Sophia hielt sich ab 995 für zwei Jahre am Hof ihres Bruders auf, was für eine Kanonisse unüblich war und weshalb sie auf die Kritik Bernwards stieß. Dieser hielt sich 997 selbst einige Tage bei Hofe auf und schickte Sophia zurück ins Kloster. Außerdem konnte Bernward bewirken, dass Willigis von Mainz aus dem Beraterkreis des Königs entfernt wurde, da dieser Sophia dazu verleitet hatte, das Stift zu verlassen. In der Folge verschlechterte sich das Verhältnis zwischen dem Bischof von Hildesheim und dem Erzbischof von Mainz.

## Erste Phase unter Otto III. (1000–1002)
Im September 1000 sollte das 973 durch einen Brand zerstörte und wieder aufgebaute Gandersheimer Münster geweiht werden. Sophia hatte inzwischen die Aufgaben der erkrankten Äbtissin übernommen und bezog aufgrund ihres Rangbewusstseins nicht den örtlichen Bischof Bernward von Hildesheim, sondern Erzbischof Willigis von Mainz mit in die Planungen ein, welcher die Konsekration des Münsters vornehmen sollte. Der Termin der Konsekration wurde auf den 14. September 1000 festgelegt, Bernward von Hildesheim sagte seine Anwesenheit zu. Willigis von Mainz verlegte den Termin nachträglich auf den 21. September 1000, wo Bernward von Hildesheim aufgrund kaiserlicher Verpflichtungen nicht anwesend sein konnte. Dieser erschien am 14. September 1000 und wollte die Konsekration des Münsters vornehmen, für die jedoch keine Vorbereitungen getroffen worden waren. Trotzdem hielt er die Messe und beklagte in seiner Predigt, dass ihm sein Recht auf die Konsekration verwehrt würde, woraufhin ein Tumult losbrach und Bernward von Hildesheim unverrichteter Dinge das Münster verließ. Am 21. September 1000 erschien Bernward dann wie angekündigt nicht selbst, stattdessen erschienen Bischof Eggehard von Schleswig und das Hildesheimer Domkapitel als seine Vertretung. Willigis von Mainz forderte aber Bernwards persönliches Erscheinen und drohte damit, die Konsekration am Folgetag selbst vorzunehmen. Durch Berufung auf das Kanonische Recht konnten Eggehard von Schleswig und das Domkapitel die Konsekration verhindern. Willigis von Mainz setzte daraufhin für den 28. November 1000 eine Provinzialsynode in Gandersheim an. Auch auf der Reichssynode erschien Bernward nicht persönlich. Dieser war bereits auf dem Weg nach Rom um bei Kaiser Otto III. und Papst Silvester II. sein Recht über das Stift Gandersheim einzufordern. Am 4. Januar 1001 erreichte er Rom, bereits zwei Tage später erschien ein Gesandter Eggehards von Schleswig um vom turbulenten Verlauf der Gandersheimer Synode zu berichten. Auf die Nachrichten des Gesandten reagierten Kaiser und Papst verärgert. Der Sachverhalt wurde bereits am 13. Januar 1001 auf einer Synode in Pallara verhandelt. Hier wurde der Gandersheimer Synode der Status als Synode aberkannt, da sie den kirchenrechtlichen Ansprüchen nicht genügte und Kirchengesetze gebrochen wurden. Infolgedessen annullierte der Papst die Beschlüsse der Gandersheimer Synode. Willigis von Mainz wurde schriftliche gerügt und aufgefordert, sich nicht weiter um die Jurisdiktion über Gandersheim zu bemühen. Diese wurde vorläufig Bernward von Hildesheim zugesprochen. Eine Folgesynode in Pöhlde am 21. Juni 1001 sollte weiter über die Belange Gandersheims beraten. Die Synode, dem der Kardinallegat Friedrich vorstand, begann am 22. Juni 1001. Erzbischof Willigis von Mainz und sein Gefolge versuchten das Verlesen des päpstlichen Schreibens, in dem Willigis öffentlich gerügt wurde, zu verhindern. Als Friedrich zu lesen begann, drang Willigis Gefolge in die Synode ein. Es kam zu Auseinandersetzungen, die Synode wurde vertagt. Willigis reiste jedoch noch in derselben Nacht ab, sodass eine Wiederaufnahme der Synode von Pöhle außer Frage stand. Stattdessen suspendierte Friedrich Willigis wegen Ungehorsams und lud die anwesenden Bischöfe zu einem päpstlichen Konzil nach Todi um Weihnachten 1001 ein, wo der Gandersheimer Streit erneut verhandelt werden sollte. Im darauffolgenden Sommer 1001 wurde Bernward von Hildesheim immer wieder an der Ausübung seiner Amtsgeschäfte in Gandersheim gehindert, da Sophia das Stiftskapitel gegen ihn aufgebracht hatte. Am 15. August 1001 lud Willigis von Mainz zu einer Synode nach Frankfurt, um sich mit Bernward auszusöhnen. Aus gesundheitlichen Gründen konnte dieser nicht erscheinen und schickte abermals Eggehard von Schleswig und seinen Vertrauten Thangmar. Willigis bezweifelte Bernwards Krankheit und forderte einen Eid der Vertreter, weshalb diese die Kompetenzen der Synode anzweifelten und abreisten. Im Mai 1002 wollte man erneut zu einer Synode zusammenkommen, zu der der Kaiser eingeladen wurde. Allerdings fand diese Synode zu Fritzlar aufgrund des frühen Todes Kaisers Otto III. nicht mehr statt. Man traf sich zu Weihnachten auf einer Synode im italienischen Todi. Diese wurde am 27. Dezember 1001 von Kaiser Otto III. und Papst Silvester II. eröffnet. Thangmar berichtet von seinen Erlebnissen in Frankfurt und Friedrich brachte seine Vorwürfe gegenüber Willigis vor, weshalb er von den wenigen anwesenden Bischöfen getadelt würde und ihm vorwarf zu lügen. Wegen der schlechten Wetterlage waren ohnehin zu wenige Bischöfe anwesend, als dass die Synode beschlussfähig gewesen wäre, weshalb diese auf den 6. Januar 1002 vertagt wurde. Die Weiterführung der Synode sollte in Rom stattfinden. Da in Rom Tumulte ausgebrochen waren, musste der Kaiser vor der Stadt auf Castel Paterno verweilen. Hier erlag er am 24. Januar 1002 einer Krankheit. Der Streit um Gandersheim konnte zu seiner Regentschaftszeit nicht mehr gelöst werden. In Gandersheim übernahm Sophia bereits am 13. November 1001 die Geschäfte der Äbtissin von Gandersheim.

## Vorläufige Beilegung unter Heinrich II. (1002–1024)
Auch unter der Herrschaft Heinrichs II. war der Streit nicht gelöst. Die Situation war weiterhin angespannt, die Bistümer Hildesheim und Mainz entfremdeten sich mehr und mehr voneinander, weshalb Heinrich Weihnachten 1006 zu einer weiteren Synode nach Pöhlde einlud. Beide Bischöfe erschienen und beugten sich dem Willen des Königs. Der Termin für die Konsekration des Gandersheimer Münsters wurde auf den 5. Januar 1007 festgelegt. Bernward von Hildesheim erhielt den Auftrag, die Konsekration vorzubereiten, an der der König selbst teilnahm. Während der Messe verkündete er das Urteil im Streit um die Jurisdiktion über Gandersheim zugunsten Bernwards. Der Kompromiss mit Willigis von Mainz bestand darin, dass dieser das Weihehochamt halten durfte und die Schenkungen an das Bistum Hildesheim, die unter Otto III. getätigt wurden, rückgängig gemacht wurden. Der Streit war beigelegt und flammte auch bis zum Tod Willigis im Februar 1011 nicht mehr auf. Auch unter dessen Nachfolger Erzbischof Erkanbald von Mainz kam es zu keiner Wiederaufnahme des Streits. Nach Erkanbalds Tod folge Erzbischof Aribo von Mainz auf den Bischofsstuhl. Dieser musste Heinrich II. schwören, die Streitigkeiten um Gandersheim ruhen zu lassen. Der junge Erzbischof wollte seinen Einflussbereich jedoch erweitern und forderte Bernward von Hildesheim bereits kurz nach seiner Weihe auf, sich mit ihm über Gandersheim zu verständigen. Bernward verwies Aribo von Mainz aber darauf, dass Gandersheim schon seit 1007 nicht mehr zu verhandeln war. Bis zu Bernwards Tod am 22. November 1022 nahm Aribo die Gespräche mit Hildesheim nicht wieder auf.

## Zweite Phase unter KonradII. (1024–1030)
Nach dem Tod Bernwards berief Heinrich II. Godehard von Hildesheim zum Bischof. Dieser wurde durch Aribo von Mainz geweiht, welcher Godehard jegliche bischöfliche Handlung in Gandersheim untersagte. Godehard beschwerte sich beim Kaiser über Aribos Verhalten. Kaiser Heinrich II. legte den Streit erneut bei. 1024 starb der Kaiser. Sein Nachfolger wurde der erste Salierkaiser Konrad II. Er wurde von Aribo von Mainz zum König gesalbt. Aribo war schon vorher Teil seines Gefolges gewesen und sah nun eine neue Gelegenheit, die Jurisdiktion über Gandersheim zu erlangen. Daher lud Godehard von Hildesheim den neuen König Konrad II. im Zuge des Umritts nach Hildesheim ein. Dieser hielt sich im Januar 1025 tatsächlich drei Tage in Hildesheim auf. Als der König zur Abreise aufbrach, brachte Aribo von Mainz, der im Gefolge des Königs mitreiste, seine Anklage gegen Godehard und Gandersheim vor. Konrad sagte den beiden Bischöfen zu, noch im Januar auf dem Gerichtstag in Goslar eine Entscheidung zu treffen. Dieser fand am 27. Januar 1025 statt. Beiden Kontrahenten wurde hier die Jurisdiktion über Gandersheim entzogen. Stattdessen setzte man vorübergehend Bischof Branthog von Halberstadt ein. Am Folgetag reiste der König nach Gandersheim. Godehard war ihm vorausgeeilt und empfing den König wie ein Gastgeber, was sowohl Konrad II. als auch Aribo verärgerte. In der Nacht vor Konrads Abreise suchte Godehard Rat beim König. Dabei soll er sich in vollem bischöflichem Ornat und unter Tränen dem König zu Füßen geworfen haben. Infolgedessen sprach Konrad auf einer Synode in Grone im März 1025 die Jurisdiktion Hildesheim zu. Obwohl das Urteil zu Ungunsten Aribos ausfiel, nahm er weiter am Umritt des Königs teil. Ende des Sommers 1025 kündigte Aribo dann eine Synode in Gandersheim an. Godehard beschwerte sich beim König, welcher Godehard auf die Beschlüsse der Synode in Grone und deren Rechtskräftigkeit verwies. Mitte Oktober trafen sich dann die kontrahierenden Bischöfe auf dem Eichsfeld und baten sich gegenseitig erfolglos, die Ansprüche zurückzunehmen. Konrad war inzwischen aufgrund einer Investitur in Worms ohne den Rat Aribos weiter in dessen Ungnade gefallen. Auch das Verhältnis zwischen Aribo und Äbtissin Sophia wurde schlechter. Der nächste Versuch Konrads II. den Streit beizulegen, fand am 21. September 1026 in Seligenstadt statt. Auch hier wurde keine Entscheidung getroffen, sodass man die Verhandlung auf eine Generalsynode in Frankfurt im September 1027 vertagte. Das Bistum Hildesheim gewann die Entscheidung für sich, da sich Konrad II. dem Argument beugen musste, dass bereits Willigis von Mainz akzeptiert hatte, dass Gandersheim zu Hildesheim gehörte. 1028 versuchte Aribo in Geisleden die Frankfurter Beschlüsse zu revidieren. Hier ließ sich Godehard von seinem Domdekan Tadilo vertreten, der konsequent auf die Gültigkeit der Frankfurter Beschlüsse verwies. Auf einer weiteren Reichssynode in Pöhlde kam es dann durch die nachdrückliche Beteiligung Konrads II. zu einem Kompromiss. Die Jurisdiktion über Gandersheim fiel an Hildesheim. Im Gegenzug wurden die umliegenden Ortschaften aufgeteilt, sodass auch Mainz nicht leer ausging. Am 17. Mai 1030 feierte der Kaiser das Pfingstfest in Merseburg. Hier soll Aribo Godehard aufgesucht und seinen Irrtum eingestanden haben, was das Ende des Gandersheimer Streits markiert. Der Nachfolger Aribos, Erzbischof Bardo von Mainz, verzichtete auf Wiederaufnahme.